# Canacomyrica monticola
Canacomyrica monticola là một loài thực vật có hoa trong họ Myricaceae. Loài này được Guillaumin mô tả khoa học đầu tiên năm 1941.